# 勒克雷斯
勒克雷斯（法語：Le Crès，法語發音：[lə kʁɛs] ⓘ）是法国埃罗省的一个市镇，位于该省东部，属于蒙彼利埃区。

## 地理
勒克雷斯（43°38'50"N, 3°56'21"E）面积5.84 平方千米，位于法国奧克西塔尼大區埃罗省，该省份为法国南部沿海省份，南濒地中海，西南接奥德省，西北接塔恩省和阿韦龙省，东北与加尔省接壤。
与勒克雷斯接壤的市镇（或旧市镇、城区）包括：卡斯泰尔诺勒莱兹、雅库、圣欧内斯、泰朗、旺达尔盖。
勒克雷斯的时区为UTC+01:00、UTC+02:00（夏令时）。

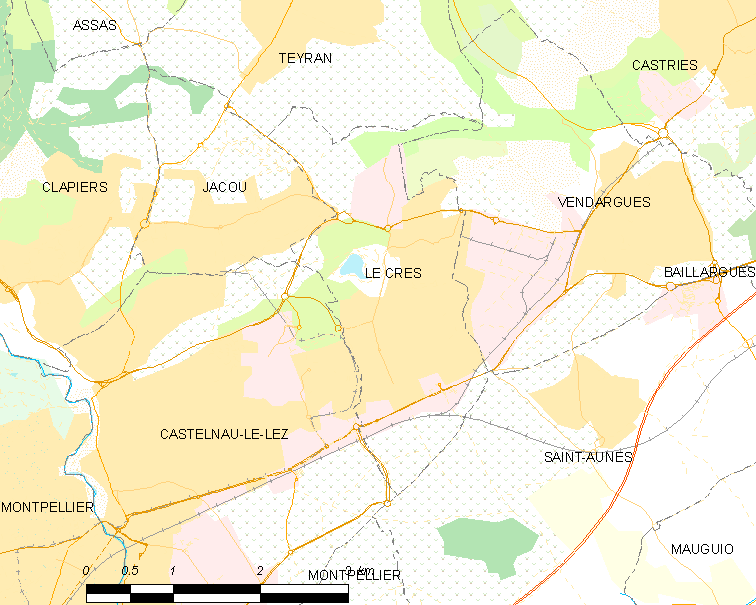
勒克雷斯的OSM定位图

## 行政
勒克雷斯的邮政编码为34920，INSEE市镇编码为34090。

## 政治
勒克雷斯所属的省级选区为勒克雷斯县。

## 交通
埃罗省省道D65线和D67线在勒克雷斯境内北部交汇，省道D613线经过境内南部。

## 人口

1962-2008年间勒克雷斯人口变化图示

勒克雷斯于2022年1月1日时的人口数量为9267人。